# Pont del Remei de Castelló de Tor
El Pont del Remei de Castelló de Tor és una obra del Pont de Suert (Alta Ribagorça) protegida com a Bé Cultural d'Interès Local.

## Descripció
Pont de Castelló de Tor d'un arc, tot de pedra, d'esquena d'ase, molt ben conservat, amb baranes i el terra de palets. Té a tocar l'ermita de la Mare de Déu del Remei. És situat sobre la Noguera de Tor, afluent per l'esquerra del riu Noguera Ribagorçana.